# جیمی گلیسون
جیمی گلیسون (انگلیسی: Jamie Gleeson؛ زادهٔ ۱۵ ژانویهٔ ۱۹۸۵) بازیکن فوتبال اهل بریتانیا است.
از باشگاه‌هایی که در آن بازی کرده‌است می‌توان به باشگاه فوتبال ایستلی، باشگاه فوتبال کیدرمینستر هاریرس، باشگاه فوتبال ساوت‌همپتون، و باشگاه فوتبال پول تاون اشاره کرد.